# RBS TV Bagé
RBS TV Bagé es una emisora de televisión brasileña con ubicación en la ciudad de Bagé, RS. Retransmite la programación de la Rede Globo y genera programas locales de buena audiencia, como el Jornal do Almoço y RBS Notícias. Es una red regional de transmisión de la RBS TV, que tiene su ubicación en Porto Alegre.

## Programación
La RBS TV Bagé produce un bloque local para el Jornal do Almoço (Jornal del Almuerzo), presentado por Roberta Mércio, y un bloque local para el RBS Notícias, presentado por Chrystian Ribeiro. El resto de la programación es ocupada por los programas generados por RBS TV de Porto Alegre y los programas de la TV Globo.

## Consignas
- Uma emissora a serviço da comunidade (Una estación a servicio de la comunidad) - 1991
- Aqui o Rio Grande se vê - 1993
- Cada vez mais perto de você (Cada vez más cerca de usted) - 1994
- Tudo por você - 1996
- Sempre o melhor pra você (Siempre lo mejor para usted) - 2001
- A gente mostra, você vê(Nosotros mostramos, usted ve) - 2002
- Sua vida na TV (Su vida en la TV) - 2003
- A gente faz pra você (Nosotros lo hacemos por usted) - 2008